# Stazione di Mombaldone-Roccaverano
Stazione di Mombaldone-Roccaverano vasútállomás Olaszországban, Mombaldone településen.

## Vasútvonalak
Az állomást az alábbi vasútvonalak érintik:
- Alessandria–San Giuseppe di Cairo-vasútvonal

## Kapcsolódó állomások
A vasútállomáshoz az alábbi állomások vannak a legközelebb:
- Stazione di Spigno
- Stazione di Montechiaro-Denice